# Traulia bidentata
Traulia bidentata är en insektsart som beskrevs av Willemse, C. 1957. Traulia bidentata ingår i släktet Traulia och familjen gräshoppor. Inga underarter finns listade i Catalogue of Life.